# Campionati europei di atletica leggera 1934 - 400 metri piani
I 400 metri piani maschili ai campionati europei di atletica leggera 1934 si sono svolti tra il 7 ed l'8 settembre 1934.

## Podio
| Oro     | Adolf Metzner Germania        |
| Argento | Pierre Skawinski Francia      |
| Bronzo  | Bertil von Wachenfeldt Svezia |

## Risultati

### Semifinali
Passano alla finale i primi due atleti di ogni batteria (Q).

#### Semifinale 1
| Posizione | Nome            | Nazionalità    | Tempo | Note             |
| --------- | --------------- | -------------- | ----- | ---------------- |
| 1         | Adolf Metzner   | Germania       | 48"3  | Q                |
| 2         | Mario Rabaglino | Italia         | 49"0  | Q                |
| 3         | Karel Knenický  | Cecoslovacchia | 49"1  | Record nazionale |
| 4         | Sven Strömberg  | Svezia         | 49"4  |                  |

#### Semifinale 2
| Posizione | Nome             | Nazionalità    | Tempo        | Note |
| --------- | ---------------- | -------------- | ------------ | ---- |
| 1         | Raymond Boisset  | Francia        | 48"9         | Q    |
| 2         | Ettore Tavernari | Italia         | 49"0         | Q    |
| 3         | László Barsi     | Ungheria       | 49"3         |      |
| 4         | Miroslav Hruska  | Cecoslovacchia | 50"4         |      |
| 5         | Vladas Bakunas   | Lituania       | Nessun tempo |      |

#### Semifinale 3
| Posizione | Nome                   | Nazionalità | Tempo | Note |
| --------- | ---------------------- | ----------- | ----- | ---- |
| 1         | Pierre Skawinski       | Francia     | 48"5  | Q    |
| 2         | Bertil von Wachenfeldt | Svezia      | 49"1  | Q    |
| 3         | Börje Strandvall       | Finlandia   | 49"2  |      |
| 4         | Jean Krombach          | Lussemburgo | 50"2  |      |

### Finale
| Pos.    | Nome                   | Nazionalità | Tempo        | Note                  |
| ------- | ---------------------- | ----------- | ------------ | --------------------- |
| Oro     | Adolf Metzner          | Germania    | 47"9         | Record dei campionati |
| Argento | Pierre Skawinski       | Francia     | 48"0         |                       |
| Bronzo  | Bertil von Wachenfeldt | Svezia      | 48"0         | Record nazionale      |
| 4       | Ettore Tavernari       | Italia      | 48"6         | Record nazionale      |
| 5       | Raymond Boisset        | Francia     | 48"9         |                       |
| 6       | Mario Rabaglino        | Italia      | Nessun tempo |                       |